# Choia
Choia (WALCOTT, 1920) è un genere fossile di spugne cornee del Cambriano inferiore-medio rinvenuto soprattutto nelle formazioni geologiche della Cina (Anhui), degli U.S.A. (Utah) e del Canada (Columbia Britannica, Quebec).

## Descrizione
Il corpo della spugna, non fissato al substrato, aveva la forma di un sottile disco circolare o ellittico sul quale si inserivano lunghe spicole di tipo monoassone a disposizione radiale formando una corona. La superficie del disco era ricoperta anche da un secondo tipo di spicole monoassone, molto più piccole e sottili che formavano un denso e compatto reticolo. 
Le dimensioni del diametro del disco centrale erano comprese tra 10 mm e 60 mm.